# Agrostis castellana
Agrostis castellana é uma espécie de planta com flor pertencente à família Poaceae.\
A autoridade científica da espécie é Boiss. & Reut., tendo sido publicada em Diagnoses Plantarum Novarum Hispanicarum 26. 1842.
Pode ser encontrada na Eurásia e África.
Os seus nomes comuns são agrostis, barbas-de-raposa, feno-da-madeira ou saudades.

## Portugal
Trata-se de uma espécie presente no território português, nomeadamente em Portugal Continental, no Arquipélago dos Açores e no Arquipélago da Madeira.
Em termos de naturalidade é nativa das três regiões atrás indicadas.

## Protecção
Não se encontra protegida por legislação portuguesa ou da Comunidade Europeia.